# Suuinfurtero marcu

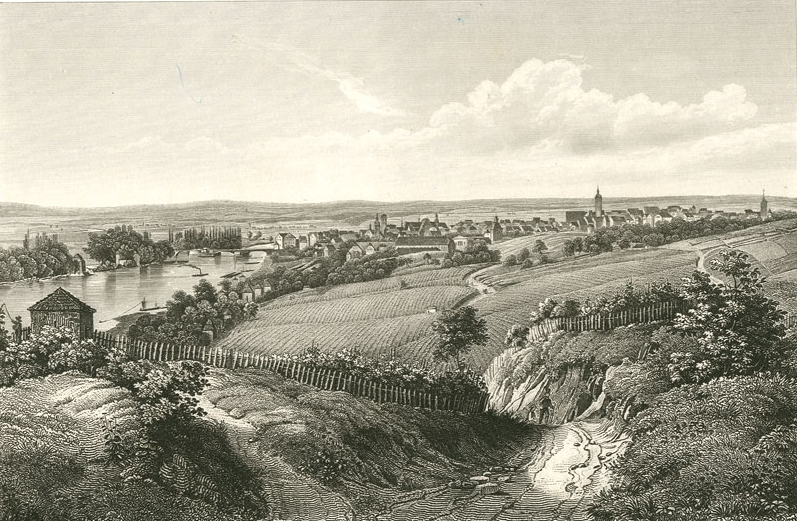
Stahlstich von 1847 mit Blick von der Peterstirn auf die um 1200 gegründete Reichsstadt Schweinfurt (bis 1802), links mit dem Main. In der Mitte der Weinberge verläuft die heute noch bestehende Mainberger Straße, zu deren beiden Seiten die „Altstadt“ lag, in der bereits damals Weinbau betrieben wurde

Suuinfurtero marcu (Schweinfurter Mark) war der Name der ältesten Siedlung des historischen Schweinfurts zur Zeit ihrer ersten urkundlichen Erwähnung im Jahre 791. Zuvor hieß sie Suinuurde und später Suuinfurte. Spätestens seit dem 19. Jahrhundert wurde das Gebiet Altstadt genannt. Das Bayerische Landesamt für Denkmalpflege bezeichnet sie als Stadtwüstung „Altstadt“. Sie wird auch Dorf Altstadt genannt, da es sich zumindest anfänglich um eine dörfliche Siedlung handelte und um eine Verwechslung mit der mainabwärts gelegenen, heutigen Altstadt zu vermeiden, der um 1200 gegründeten Reichsstadt Schweinfurt. Die Anfänge der „Altstadt“ gehen bereits auf das Jahr 650 zurück.
Auf dem heutigen Stadtgebiet gibt es zahlreiche weitere, meist noch ältere Wüstungen, die aber mit der ersten Siedlung Schweinfurts nicht in direkter Verbindung stehen.
Im 16. Jahrhundert wurde die „Altstadt“ aufgegeben und verfiel. Seit Mitte des 19. Jahrhunderts wurde das Gebiet wieder überbaut, als neuer Stadtteil namens Altstadt. Nach der „Altstadt“ bzw. dem neuen Stadtteil  wurden die Altstadtstraße, der 1920 gegründete Bürgerverein Altstadt, die von ihm ausgerichtete Altstadt-Kirchweih und der 1929 gegründete Fußballverein FC Altstadt benannt. Heute ist die Altstadt Teil des Nordöstlichen Stadtteils.

## Überblick

### Etymologie
Im Laufe der Jahrhunderte veränderte sich der ursprüngliche Ortsname allmählich in Richtung des heutigen Namens Schweinfurt (siehe: Schweinfurt, Etymologie).
- 720  „Suinuurde“[5]
- 791  „Suuinfurtero marcu“ (erste urkundliche Erwähnung)[5]
- 804  „Suuinfurte“[5]

Der Zusammenhang von „marcu“ (lateinisch: marcam für Markierung) für die Markierung einer seichten Furt am Main wird manchmal angeführt, ist jedoch unbelegt. Offensichtlicher ist der Zusammenhang der markgräflichen Siedlung (siehe: Früh- und Hochmittelalter) mit dem Wort Mark, eines Bezirks an der Außengrenze des Reiches, dem ein Markgraf unterstand. Suuinfurtero marcu lag damals an der östlichen Reichsgrenze, die später noch weiter östlich verlief (bei Nabburg). Demnach bedeutete Suuinfurtero marcu Schweinfurter Mark (vgl. Steiermark oder Mark Brandenburg).

### Historischer Überblick
Die Geschichte Schweinfurts besteht aus zwei sehr unterschiedlichen Abschnitten:
- Zeit: Vorgeschichte, Früh- und Hochmittelalter

Ort: „Altstadt“ und Burgberg Peterstirn (Markgrafen von Schweinfurt)
- Zeit: Spätmittelalter

Ort: Reichsstadt Schweinfurt (heutige Altstadt westlich der „Altstadt“) die in der Zeit der Staufer ab 1200 aufgebaut wurde.
Bis 1524 waren alle Bewohner der „Altstadt“ in die Reichsstadt übergesiedelt. „Altstadt“ und Burg verfielen.

### Dorf oder Stadt?
Die erste Schweinfurter Siedlung ist wenig (archäologisch) erforscht. Es bleibt deshalb bis heute unklar ob es sich bei ihr, wie meist vermutet, nur um eine dörfliche Siedlung handelte oder ob sie sich im Laufe der Zeit zu einer befestigten Stadt entwickelt hat. Lediglich Reichsvogt Paul Rosa (1532 – 1606) berichtete von Befestigungsmauern.

„Vor wenig Jahren seindt die Weinberg, so vnten herab in Mayn ziehen, an etlich Orten mit einer starcken Mauern versetzt gewesen, welche man dafür gehalten, es seyen die statt mauern gewesen.“

Siehe auch: Schweinfurt, Hochmittelalter

### Furt

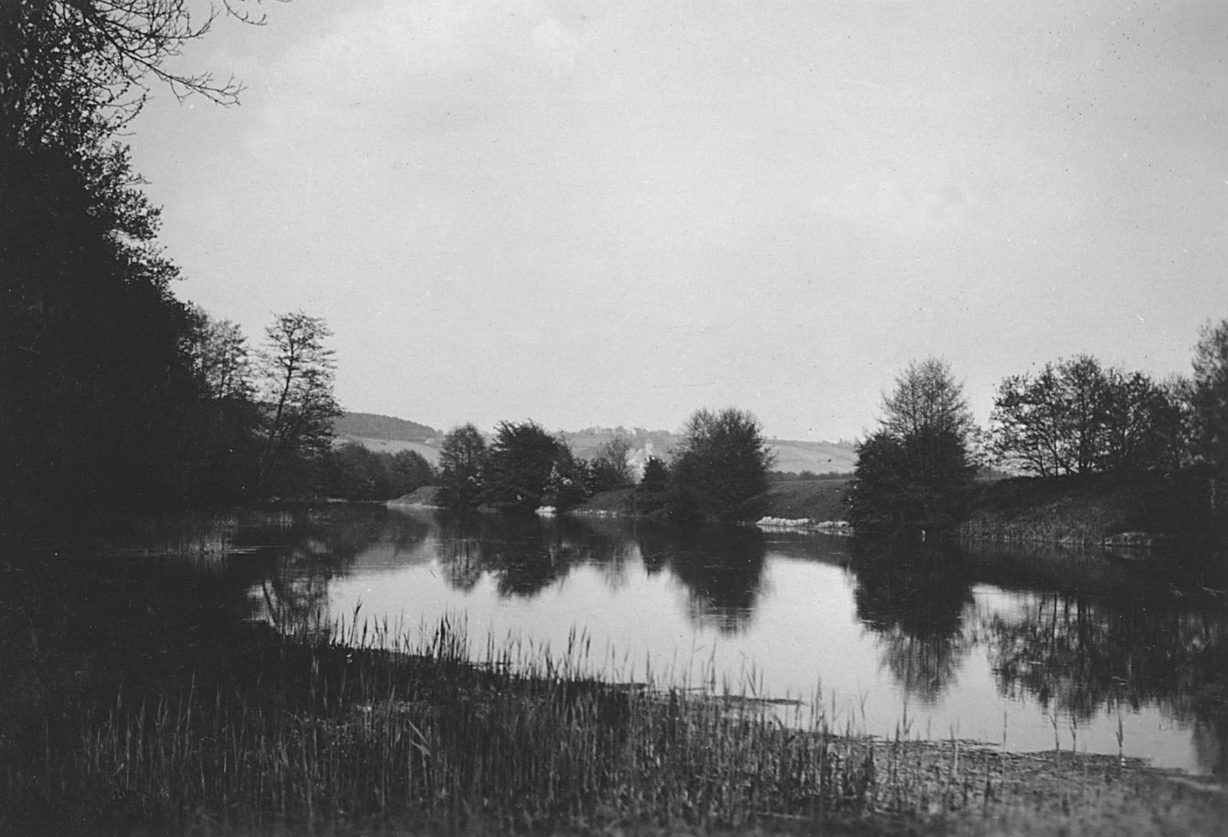
Sennfelder Seenkranz, vermuteter Ort der Furt (Foto kurz nach 1900)

Eine Mainbrücke gab es am Ort der ersten Siedlung zu keiner Zeit. Hier wird deshalb die für das Wort Schweinfurt wohl namensgebende Furt vermutet, die über zwei Etappen führte: den heutigen Main, der damals vermutlich der Hauptarm des Mains war und den heutigen Sennfelder Seenkranz, einem Altwasser des Mains, damals wohl noch ein Nebenarm des Mains.
„Furten wurden früher bevorzugt an Flüssen mit Nebenarmen angelegt denn sie boten folgende Vorteile: Die Flussbreite, die Wassertiefe und die Fließgeschwindigkeit im Hauptarm wurden durch den "Bypass" im Nebenarm geringer. Der Weg zum nächsten Ufer war überschaubarer und weniger gefahrvoll.“

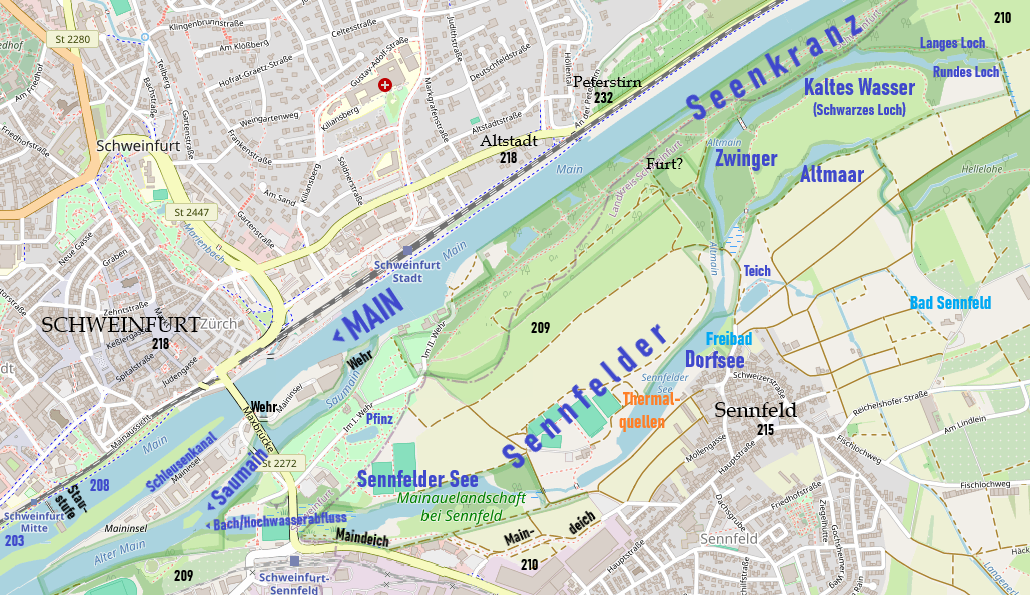
Lage der Stadtwüstung „Altstadt“ (obere Mitte) auf Höhe des Sennfelder Seenkranzes, einem einstigen Nebenarm des Mains. Hier wird die Furt über zwei Etappen (Haupt- und Nebenarm des Mains) vermutet

Siehe auch: Schweinfurt, Etymologie

### Topografie und Klima
Der Kiliansberg, mit günstigen geographischen Verhältnissen, ist heute ein Villenviertel. Der hochwasserfreie Südhang am Main ist nach Norden und Osten durch die Ausläufer der Schweinfurter Rhön geschützt. Er ermöglichte Weinbau, am Flussufer Fischfang und gibt den Blick nach Süden bis zum Steigerwald über das sommerwarme und wintermilde Schweinfurter Becken frei.

### Handelsstraßen

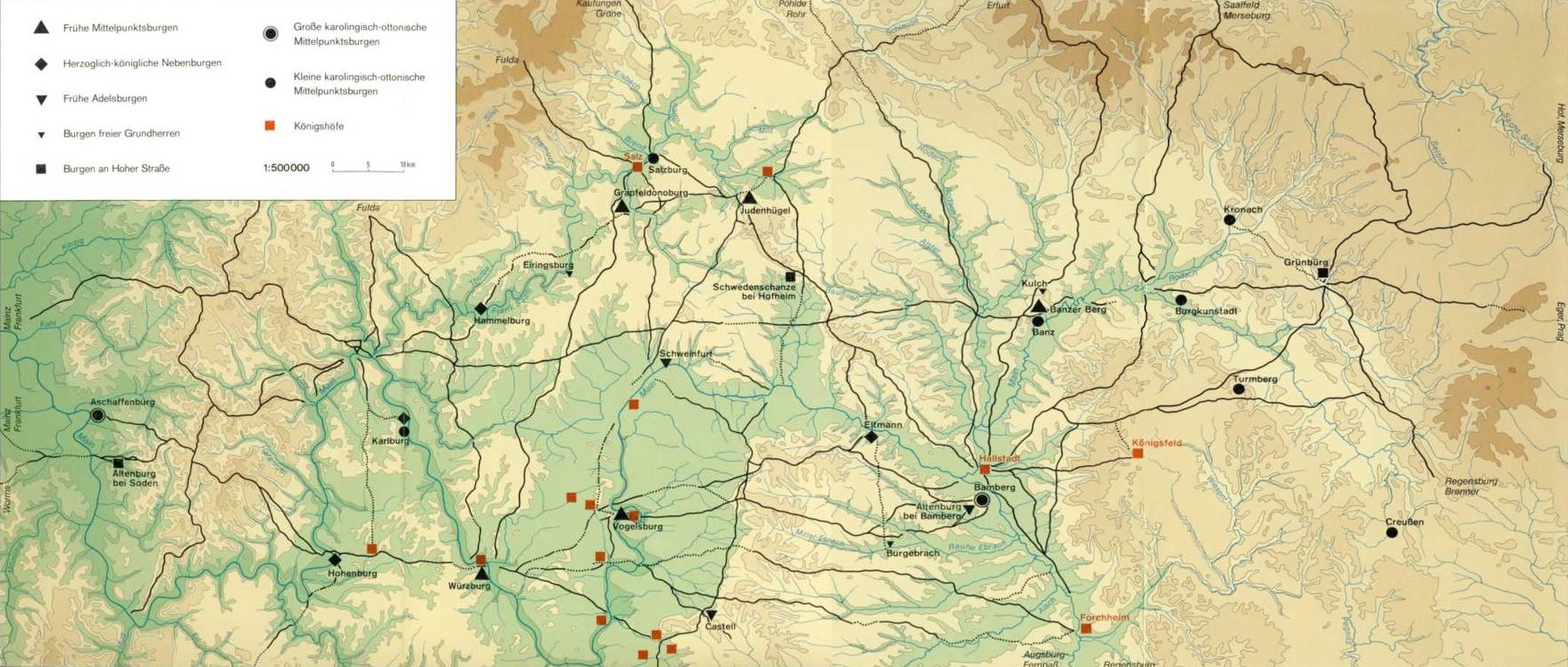
Rekonstruierte Straßenkarte Nordbayerns für die Zeit um 800 (angefertigt von der Stadt Burgkunstadt). Links der Mitte Schweinfurt, in ursprünglicher Lage östlich des Marienbachs

Nach der rechten Karte liefen unweit westlich von Suuinfurtero marcu, im heutigen Schweinfurter Stadtgebiet, um 800 zwei Altstraßen, bzw. Handelswege aus Richtung Norddeutschland und Erfurt zusammen. Sie führten von hier weiter nach Süden, zur Volkacher Mainschleife (Vogelsburg) und über die Furt am Main nach Südösten, zum Steigerwald.

### Angaben vom Landesamt für Denkmalpflege
Das Bayerische Landesamt für Denkmalpflege führt die erste Schweinfurter Siedlung wie folgt auf.
| Aktennummer     | D-6-5927-0009 |
| Beschreibung    | Untertägige Siedlungsteile des frühen, hohen und späten Mittelalters im Bereich der Stadtwüstung „Altstadt“ in Schweinfurt |
| Verfahrensstand | Benehmen nicht hergestellt                                                                                                 |
| Denkmalart      | Bodendenkmal |
| Lage            | Siehe Webseite BLfD: |

## Geschichte

### Urgeschichte

#### Linearbandkeramik

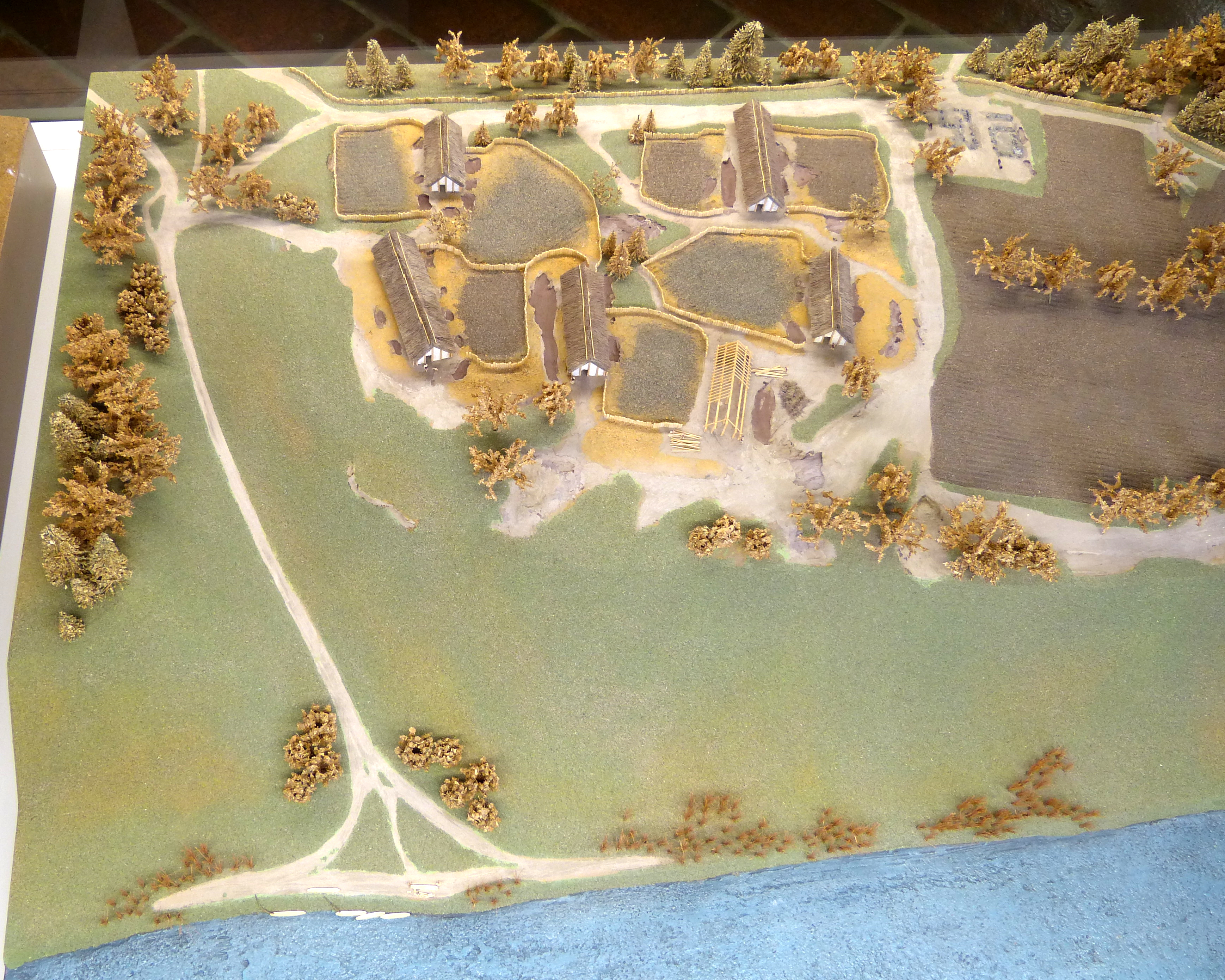
Rekonstruktion einer Siedlung der Linearbandkeramik in typischer Flussnähe (Archäologisches Museum der Stadt Kelheim)

Bei Bauarbeiten im Jahre 2020 stieß man auf dem Gebiet der ersten Siedlung beim Haus Mainberger Straße 16 auf Spuren eines etwa 7000 Jahre alten Langhauses der Linearbandkeramik. Die Epoche der Linearbandkeramik reichte etwa von 5500 bis 5000 v. Chr.
Das Bayerische Landesamt für Denkmalpflege führt die Siedlung der Linearbandkeramik wie folgt auf:
| Aktennummer     | D-6-5927-0012                                                                                          |
| Beschreibung    | Siedlung und Gräber der Linearbandkeramik sowie Siedlungen der späten Bronzezeit und der Hallstattzeit |
| Verfahrensstand | Benehmen nicht hergestellt                                                                             |
| Denkmalart      | Bodendenkmal                                                                                           |
| Lage            | Siehe Webseite BLfD:                                                                                   |

#### Bronzezeit
Das Landesamt listet zum obigen Bodendenkmal, das sich in westlicher Richtung über die Mainberger Straße 16 hinaus über das gesamte Areal der Polizeiinspektion Schweinfurt und den östlichen Teil des staatlichen Behördenzentrums erstreckt, auch eine Siedlung der Späten Bronzezeit (1300 bis 800 v. Chr.) auf.

#### Hallstattzeit
Zudem listet das Landesamt zum obigen Bodendenkmal eine Siedlung der Hallstattzeit (800 bis 450 v. Chr.) auf.

#### Eisenzeit
2019 gab es bei Bauarbeiten in der Mainberger Straße den Fund einer Fischersiedlung aus der Eisenzeit des 5. bis 2. Jahrhunderts vor Christus.

#### Latènezeit
Außerdem listet das Landesamt eine Siedlung aus der Latènezeit (450 v. Chr. bis zur Zeitenwende) zu beiden Seiten der Straße An der Goldquelle wie folgt auf:
| Aktennummer     | D-6-5927-0153                  |
| Beschreibung    | Siedlung der späten Latènezeit |
| Verfahrensstand | Benehmen nicht hergestellt     |
| Denkmalart      | Bodendenkmal                   |
| Lage            | Siehe Webseite BLfD:           |

### Früh- und Hochmittelalter
Die erste Siedlung mit dem Namen Suinuurde bzw. Suuinfurtero marcu ist durch archäologische Streufunde aus der Merowingerzeit (5. bis 8. Jh. n. Chr.) datierbar.
Das Landesamt für Denkmalpflege listet ein Reihengräberfeld der Merowingerzeit um die Doppelvilla von 1925, Altstadtstraße 7/9, auf:
| Aktennummer     | D-6-5927-0011                       |
| Beschreibung    | Reihengräberfeld der Merowingerzeit |
| Verfahrensstand | Benehmen nicht hergestellt          |
| Denkmalart      | Bodendenkmal                        |
| Lage            | Siehe Webseite BLfD:                |

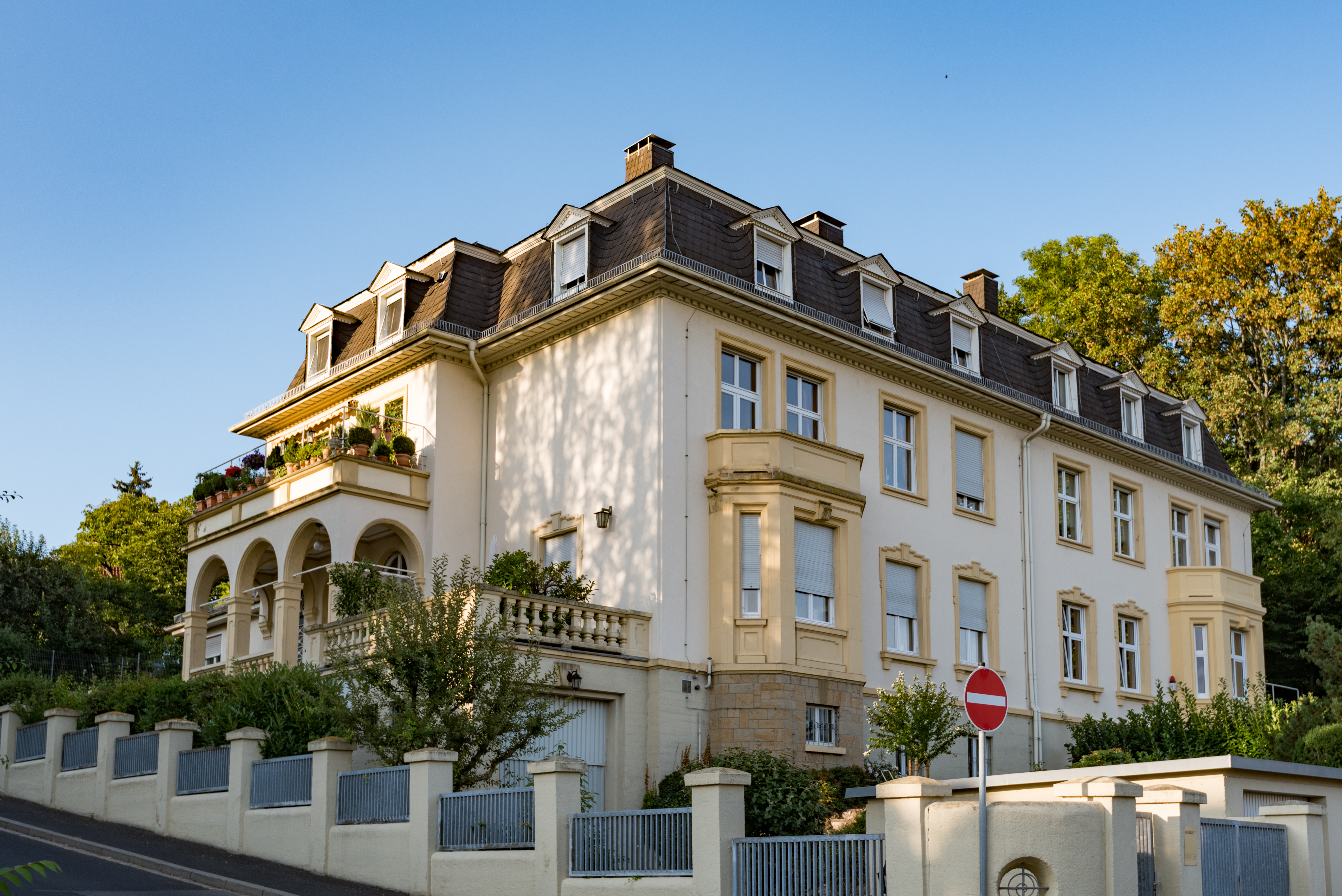
Doppelvilla Altstadtstraße 7/9 auf einem Reihengräberfeld der Merowingerzeit in Suinuurde bzw. Suuinfurtero marcu

Die Franken besiegten die Thüringer 531 nach Christus und überlagerten die erste Schweinfurter Siedlung. Damit war die Christianisierung verbunden, die in Franken Ende des 7. Jahrhunderts einsetzte. Die Wüstung der Kilianskirche am Westrand der ersten namentlichen Schweinfurter Siedlung weist darauf hin.
Im Jahr 791 wurde Schweinfurt erstmals im Codex Edelini des Klosters Weißenburg als „Suuinfurtero marcu“ urkundlich erwähnt, in dem Besitzungen des Klosters vier Jahrzehnte zuvor aufgeführt worden waren.
Ferner zeugen von der ersten Schweinfurter Siedlung Funde von 800 bis 1200 nach Chr. aus dem Früh- und Hochmittelalter. Im Jahr 2020 gab es neben dem bandkeramischen Langhaus in der Mainberger Straße in einer darüberliegenden Schicht erwartete Funde aus dem frühen und hohen Mittelalter. Ein aus Stein gemauerter Keller war der Überrest eines Fachwerkhauses aus der Zeit um 1200. Werkzeuge und ein Kamm zeugen vom Leben der frühen Schweinfurter. Eine durchgehende Besiedlung dieses Areals von der Bandkeramik bis zum Beginn des Frühmittelalters ist nicht nachgewiesen.
Die Markgrafen von Schweinfurt errichteten im 10. Jahrhundert ihre Stammburg auf der Peterstirn oberhalb des Höllentals, unweit östlich von Suuinfurtero marcu bzw. Suuinfurte, das als markgräfliche Siedlung bezeichnet wird.

### Spätmittelalter

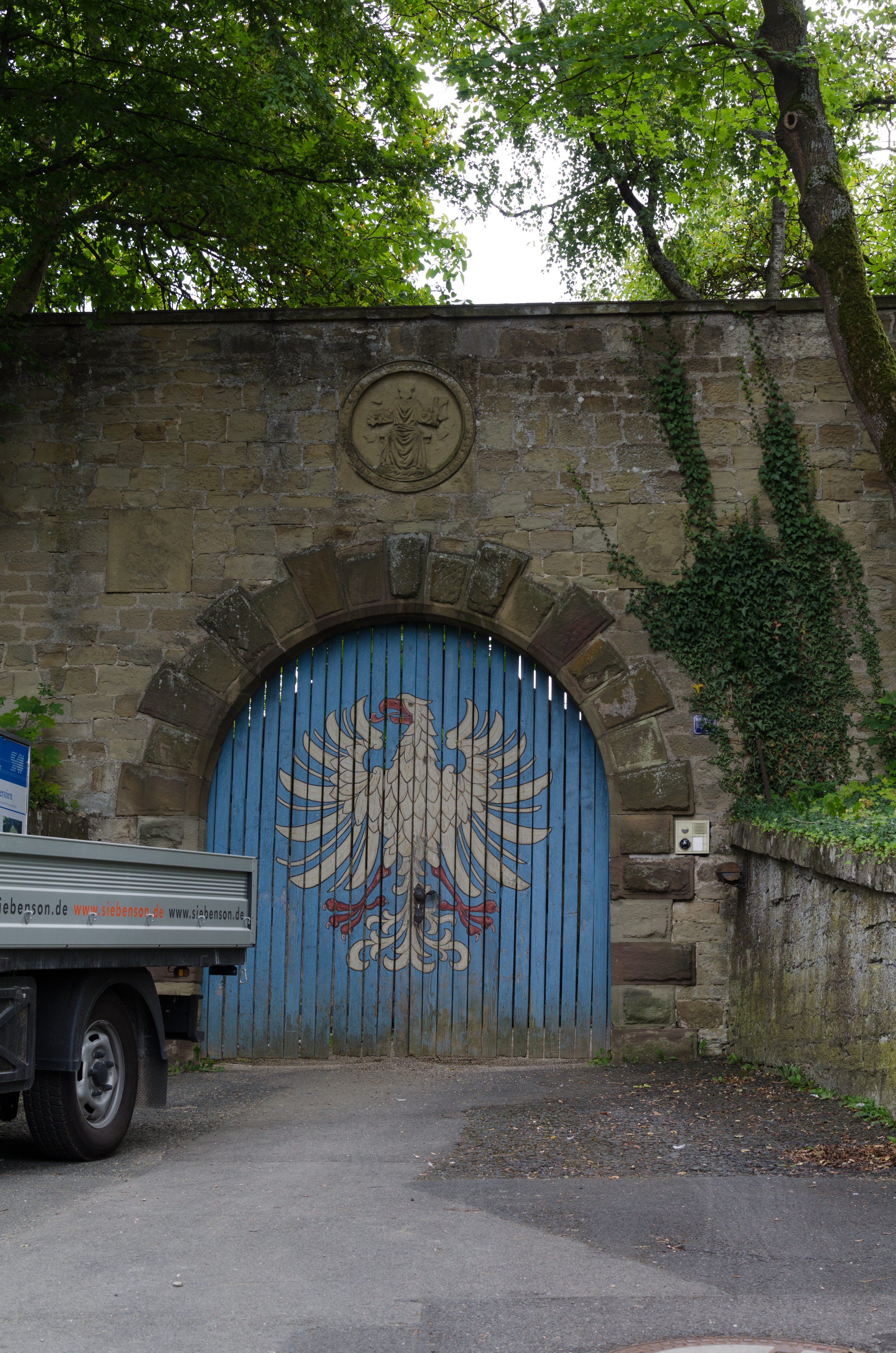
Tor (1874) der Peterstirn, bis 1437 im Besitz des Deutschen Ordens, seitdem reichsstädtisch (blau-weiß)

1263/65 wurde das heruntergekommene Benediktinerkloster an der Peterstirn samt dem Dorf Altstadt auf Betreiben des Würzburger Bischofs Iring von Reinstein-Homburg dem Deutschen Orden übergeben.
1437 erwarb die westlich gelegene Reichsstadt Schweinfurt vom Deutschen Orden das Dorf Altstadt, die Peterstirn und weitere Dörfer und Ländereien mit allen vogteilichen Rechten. Die Bewohner dieser Orte erhielten kein Bürgerrecht, sondern waren Untertanen des Stadtstaates. Der FC Altstadt Schweinfurt führt nicht die blau-weißen Farben der Reichsstadt Schweinfurt, sondern das Weiß-Schwarz des Deutschen Ordens. Die Bewohner des Dorfs Altstadt wurden in die Reichsstadt übersiedelt (siehe: Historischer Überblick).

## Weiteres

### Nicht zuordenbare Siedlung
Das Landesamt listet eine zeitlich wie kulturell nicht zuordenbare vorgeschichtliche Siedlung im Bereich Altstadtstraße/Ecke Höllental auf:
| Aktennummer     | D-6-5927-0093                            |
| Beschreibung    | Siedlung vorgeschichtlicher Zeitstellung |
| Verfahrensstand | Benehmen nicht hergestellt               |
| Denkmalart      | Bodendenkmal                             |
| Lage            | Siehe Webseit BLfD:                      |

### Weinbau
In Suinuurde bzw. Suuinfurtero marcu wurde schon vor über 1000 Jahren Weinbau betrieben. Ein Kloster aus dem Elsass bestellte im 8. Jahrhundert Wein aus Suinuurde.

### Ausdehnung der Stadtwüstung Altstadt
Die Funde von 2020 in der Mainberger Straße aus dem frühen und hohen Mittelalter im Westen und die aus der Eisenzeit von 2019 im Osten der Straße sind 300 Meter voneinander entfernt. Das durch die beiden Fundorte begrenzte, langgestreckte Areal deckt sich ziemlich genau mit dem Gebiet, das im bayerischen Urkataster (1808–1864) mit „Unterer Altstadt“ bezeichnet wurde, mit eingezeichneten Gärten und Weinbergen. In diesen Kataster wurde ein kleineres nördliches Weinbergsgebiet zwischen der heutigen Mainberger Straße und der Altstadtstraße, unmittelbar östlich des Reihengräberfeldes, aus der Merowingerzeit, mit „Obere Altstadt“ bezeichnet. Das frühmittelalterliche Schweinfurt lag damit zu beiden Seiten der heutigen Mainberger Straße.
Die Stadtwüstung Altstadt hatte unter Berücksichtigung aller vorgeschichtlichen, früh- und hochmittelalterlichen Funde (Stand Januar 2021) folgende Ausdehnung: von der Kilianskirche im Westen bis zum Fuß des Burgbergs Peterstirn im Osten 950 Meter, entlang des Mains, nahezu genau zwischen Stromkilometer 333 und 334 mit einer Fläche von etwa 20 Hektar.

### Gesamtausdehnung Schweinfurts um 1500
Das früh- und hochmittelalterliche Schweinfurt östlich der Reichsstadt hatte um 1500 eine Gesamtausdehnung von 1,18 Kilometern, gemessen von der Kilianskirche über die Peterstirn bis zum erhaltenen, östlichen Burggraben einer einstigen Reichsburg unbekannten Alters (mittelalterlicher Burgstall) am Beerhüterturm. Das ergibt eine Gesamtausdehnung Schweinfurts um 1500, einschließlich der bereits erweiterten Reichsstadt, von 2,23 Kilometern entlang des Mains, vom Spitaltor bis zum Beerhüterturm. Das Stadtmodell soll nach Osten bis zur Peterstirn nahezu auf diese Distanz erweitert werden.

### Heutige Situation

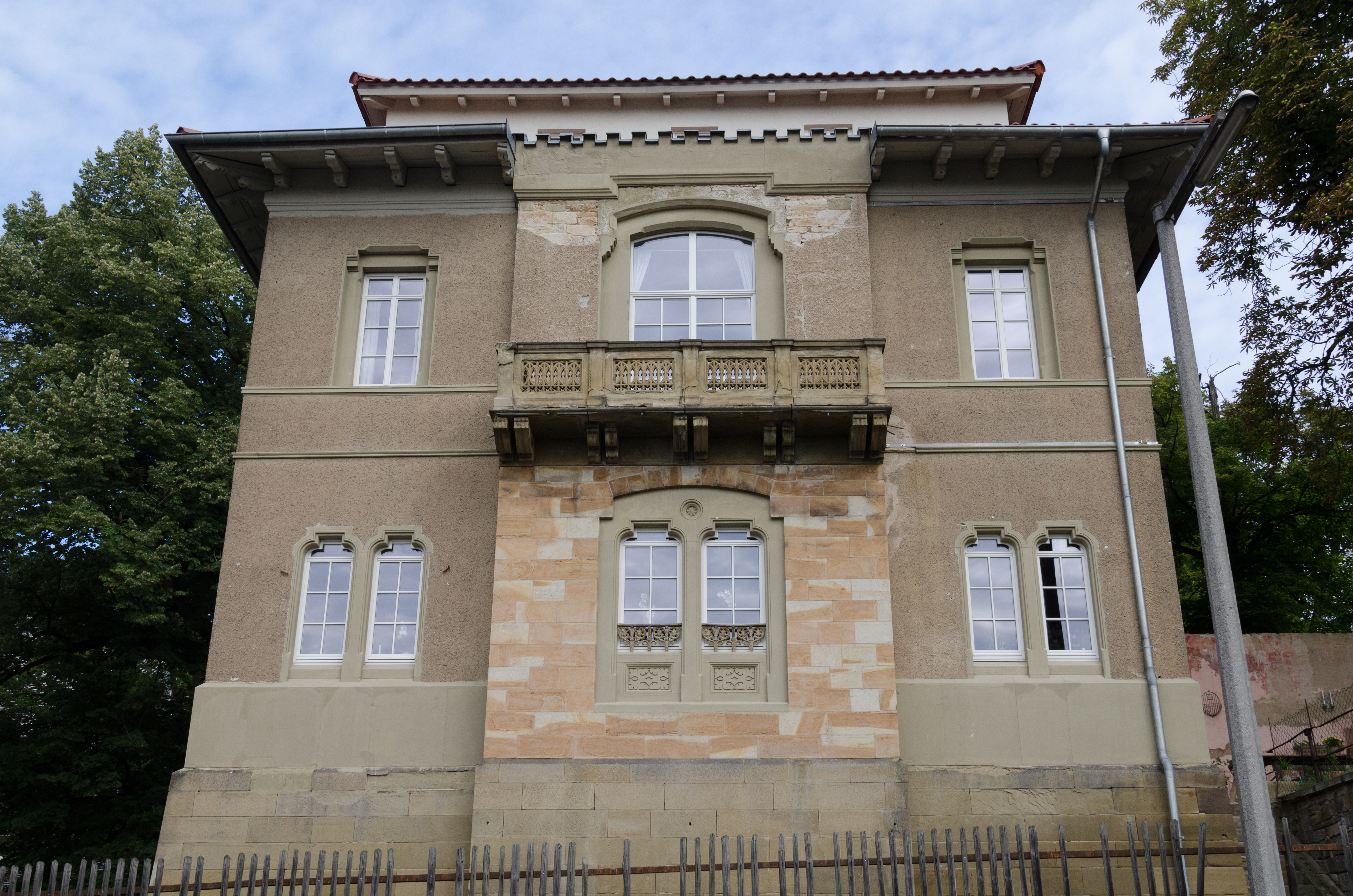
Villa am Kiliansberg (1875)

Im Südwesten wurde das Gebiet des einstigen Dorfs Altstadt im 19. Jahrhundert mit dem Stadtbahnhof und einer Fabrik bebaut (siehe: Nordöstlicher Stadtteil, Alte Bahnhofstraße) und in den 1980er Jahren mit einem Behördenzentrum. Zudem wurden hier und im Nordosten vorwiegend Villen und Einfamilienhäuser unterschiedlicher Epochen errichtet. Zwölf Straßennamen zeugen hier vom frühmittelalterlichen Schweinfurt: Abt-Burkhard-Straße, Altstadtstraße, An der Peterstirn, Babenbergerstraße, Deutschfeldstraße, Eilastraße, Frankenstraße, Graf-Berthold-Straße, Hezilostraße, Judithstraße, Kiliansberg und Markgrafenstraße.